# Helen Tibbetts
Helen „Kelly“ Tibbetts (* 17. Februar 1925 in Alhambra, Kalifornien; † 30. Dezember 1997 in Los Angeles; geborene Helen Noble) war eine US-amerikanische Badmintonspielerin.

## Karriere
Helen Tibbetts gewann 1952 die offen ausgetragenen US-Meisterschaften im Mixed mit Wynn Rogers. Erst 16 Jahre später war sie bei den US Open erneut erfolgreich, wo sie die Damendoppelkonkurrenz mit Tyna Barinaga gewann. 1971 siegte sie bei den US-Einzelmeisterschaften im Mixed mit Don Paup.
Außerdem spielte sie von 1957 bis 1968 im US-Team des Uber Cup, welcher die Mannschaftsweltmeisterschaft im Badminton für die Damen-Nationalmannschaften darstellt. Sie gewann mit dem Team die ersten drei Austragungen 1957, 1960 und 1963 und stand 1966 im Cup-Finale. Außerdem spielt sie 1966 im US-Team im Devlin Cup.

## Sportliche Erfolge
| Saison | Veranstaltung                  | Disziplin   | Platz | Name                           |
| ------ | ------------------------------ | ----------- | ----- | ------------------------------ |
| 1952   | US Open                        | Mixed       | 1     | Wynn Rogers / Helen Tibbetts   |
| 1968   | US Open                        | Damendoppel | 1     | Tyna Barinaga / Helen Tibbetts |
| 1969   | US Open                        | Mixed       | 2     | Don Paup / Helen Tibbetts      |
| 1969   | US Open                        | Damendoppel | 2     | Tyna Barinaga / Helen Tibbetts |
| 1971   | US-amerikanische Meisterschaft | Mixed       | 1     | Don Paup / Helen Tibbetts      |

## Ehrungen
1961 verlieh USA Badminton ihr den Kenneth R. Davidson Memorial Sportsmanship Award. 1968 wurde sie vom Pasadena Badminton Club in die Pasadena Badminton „Hall of Fame“ und 1971 von U.S. Badminton in die USA Badminton „Hall of Fame“ aufgenommen. Im Jahr 1986 ehrte die IBF sie mit dem IBF Meritorious Service Award.